# Ren Xinmin
Ren Xinmin, chinesische Sprache 任新民, (* 5. Dezember 1915 in Ningguo, Provinz Anhui; † 12. Februar 2017 in Peking) war ein chinesischer Raumfahrtingenieur. Er studierte an der Nanjing Central University, dem National Institute of Technology in Chongqing und der US-amerikanischen University of Michigan. 1949 wurde er an der University of Michigan promoviert. Er war der Technische Direktor der Trägerrakete Langer Marsch 1. Er war seit 1980 Mitglied der Chinesischen Akademie der Wissenschaften.